# الخبئ (ذي السفال)

تعديل مصدري - تعديل

الخبئ محلة تابعة لقرية المجزف، التابعة لعزلة العداني بمديرية ذي السفال إحدى مديريات محافظة إب في الجمهورية اليمنية، بلغ تعداد سكانها 106 حسب تعداد اليمن لعام 2004.